# Erich Kopischke
Erich Kopischke (* 20. Oktober 1956 in Elmshorn) war von 2009 bis 2012 Präsident des Gebiets Europa der Kirche Jesu Christi der Heiligen der Letzten Tage.

## Familie
Erich Kopischke wurde am 20. Oktober 1956 als Sohn von Kurt E. und Helga Kopischke in Elmshorn geboren. Seine Eltern stammen aus dem Osten Deutschlands und siedelten kurz vor der Geburt ihres Sohnes Erich nach Westdeutschland über. Erich Kopischke heiratete Christiane Glück 1978 im Tempel der Kirche Jesu Christi der Heiligen der Letzten Tage im schweizerischen Zollikofen. Sie sind die Eltern von zwei Töchtern und fünf Söhnen. Die Familie wohnt in Usingen in Hessen.

## Ausbildung und Beruf
Erich Kopischke hat eine abgeschlossene kaufmännische Ausbildung und war als selbständiger Versicherungsmakler tätig. Später war er zehn Jahre lang geschäftsführender Direktor der Nürnberger Versicherungsgruppe. Danach nahm er eine Anstellung beim Bildungswesen der Kirche Jesu Christi der Heiligen der Letzten Tage an, wo er bis zum Gebietsdirektor für das Gebiet Europa Mitte aufstieg, ehe er als Missionspräsident in Berlin berufen wurde. Zum Zeitpunkt seiner Berufung als Mitglied des Ersten Kollegiums der Siebzig war er als Koordinator für die Bildungsprogramme der Kirche in Frankfurt zuständig.

## Kirchliches Wirken
Erich Kopischke wurde am 31. März 2007 im Alter von 50 Jahren als Mitglied des Ersten Kollegiums der Siebzig der Kirche Jesu Christi der Heiligen der Letzten Tage berufen. Zuvor war er Gebietssiebziger. Seit 2009 ist er Präsident des Gebiets Europa der Kirche. Als Gebietspräsident rief er die Mitglieder der Kirche bei einem internationalen Konferenzgottesdienst dazu auf, „ihren Mitmenschen Gutes zu tun“. Bei seiner ersten Ansprache in einer Generalkonferenz betonte er die Bedeutung des Missionswerkes der Kirche. Bei zwei internationalen Kongressen aus Regierungsvertretern und Repräsentanten verschiedener Religionen im Jahr 2010 sprach er sich für die Achtung vor Andersgläubigen aus.
Als junger Mann absolvierte er eine Mission in Bayern. 2003 wurde er als Präsident der Mission in Berlin berufen, die das Gebiet der ehemaligen DDR einschließlich ganz Berlin umfasste. Vor dieser Berufung hatte er zahlreiche Ämter in der Kirche inne, darunter Pfahlpräsident, Distriktspräsident, Hoher Rat, Zweigpräsident und Ratgeber in zwei Bischofschaften.